# Seria GP3

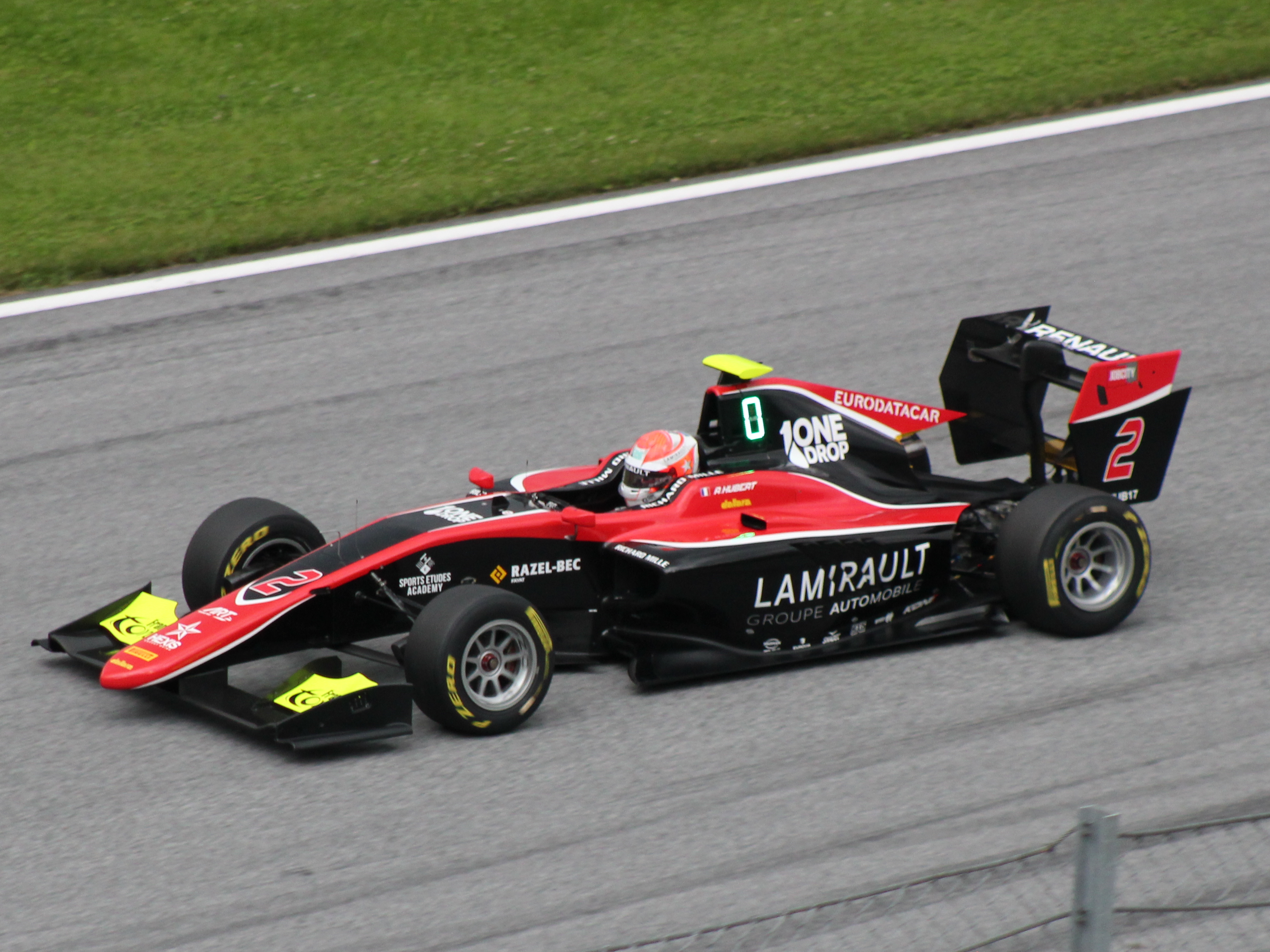
Bolid Renault w serii GP3

Seria GP3, GP3 – seria wyścigów samochodowych, która od 2010 roku towarzyszy wyścigom Formuły 1 oraz serii GP2.
Roczny budżet zespołu wynosi 600 000 €.
Początkowo Bernie Ecclestone zapowiedział, że GP3 ma zastąpić inną serię – International Formula Masters, jednak później potwierdzone zostało, że będzie to nowa, osobna seria wyścigowa.

## Bolidy
Podwozia są dostarczane przez firmę Dallara, zaś bolid jest napędzany 280-konnym silnikiem z drogowego samochodu 2L Turbo, przygotowanym przez Renault. Dostawcą opon jest włoska firma Pirelli, dla której był to powrót do wyścigów typu open-wheel.

## Mistrzowie
| Sezon | Kierowca                           | Zespół         |
| ----- | ---------------------------------- | -------------- |
| 2010  | Esteban Gutiérrez (ART Grand Prix) | ART Grand Prix |
| 2011  | Valtteri Bottas (Lotus ART)        | Lotus ART      |
| 2012  | Mitch Evans (MW Arden)             | Lotus GP       |
| 2013  | Daniił Kwiat (MW Arden)            | ART Grand Prix |
| 2014  | Alex Lynn (Carlin)                 | Carlin         |
| 2015  | Esteban Ocon (ART Grand Prix)      | ART Grand Prix |
| 2016  | Charles Leclerc (ART Grand Prix)   | ART Grand Prix |
| 2017  | George Russell (ART Grand Prix)    | ART Grand Prix |
| 2018  | Anthoine Hubert (ART Grand Prix)   | ART Grand Prix |